# 1631 en France
Chronologie de la France
- 1627
- 1628
- 1629
- 1630
- 1631
- 1632
- 1633
- 1634
- 1635

## Événements
- 23 janvier : traité de Bärwald entre la France (Charnacé) et la Suède ; le roi de Suède accepte de s’engager en Allemagne avec trente mille fantassins et six mille cavaliers en contrepartie d’une rente annuelle [1].
- 30 janvier : Gaston d’Orléans, dit Monsieur, rompt avec Richelieu et quitte la cour pour Orléans[2].

- 3-4 février : émeutes à Paris contre la taxe sur le vin conjuguée à celles nées de la hausse du prix du pain[3].

- 23 février : Marie de Médicis est exilée à Compiègne[2].

- 13 mars : Gaston d’Orléans quitte Orléans pour la Franche-Comté ; le 22 mars, il est à Seurre, sur la Saône[3].
- 18 mars : répression modérée de l’insurrection des Cascaveou à Aix par Condé[4].
- 26 mars, Dijon : Le Prince de Condé devient gouverneur de Bourgogne[5].
- 30 mars : déclaration du roi donnée à Dijon contre les complices de Gaston d’Orléans, accusés de lèse-majesté, difficilement enregistrée par le Parlement de Paris en mai[3].

- 6 avril : paix de Cherasco, confirmée le 19 juin. Fin de la Guerre de Succession de Mantoue. Concession de Pignerol à la France[2].

- 23 mai : procession à Nice pour obtenir la cessation de la peste[6] ; le 4 juillet, 400 Piémontais viennent relever la garnison du château de Nice, presque anéantie[7].
- 30 mai : 
  - Gaston d’Orléans lance de Nancy un manifeste contre Richelieu[3].
  - Théophraste Renaudot sort le 1er numéro de La Gazette[2].

- 14 juin, Saint Germain en Laye : le roi institue une chambre de justice extraordinaire chargée de juger les crimes de fausse monnaie[8].

- 18 juillet : Marie de Médicis part pour les Pays-Bas[2]. Elle meurt en exil à Cologne en 1642.

- 5 août : Gaston d’Orléans rejoint Marie de Médicis à Bruxelles[3].

- 1er septembre - 10 octobre : réunion du synode national des Églises réformées à Charenton[9].
- 4 septembre : Richelieu reçoit la dignité de duc et pair. Le lendemain, il est reçu par le Parlement de Paris[2].
- 16 septembre : le roi nomme Richelieu gouverneur de Bretagne[2].

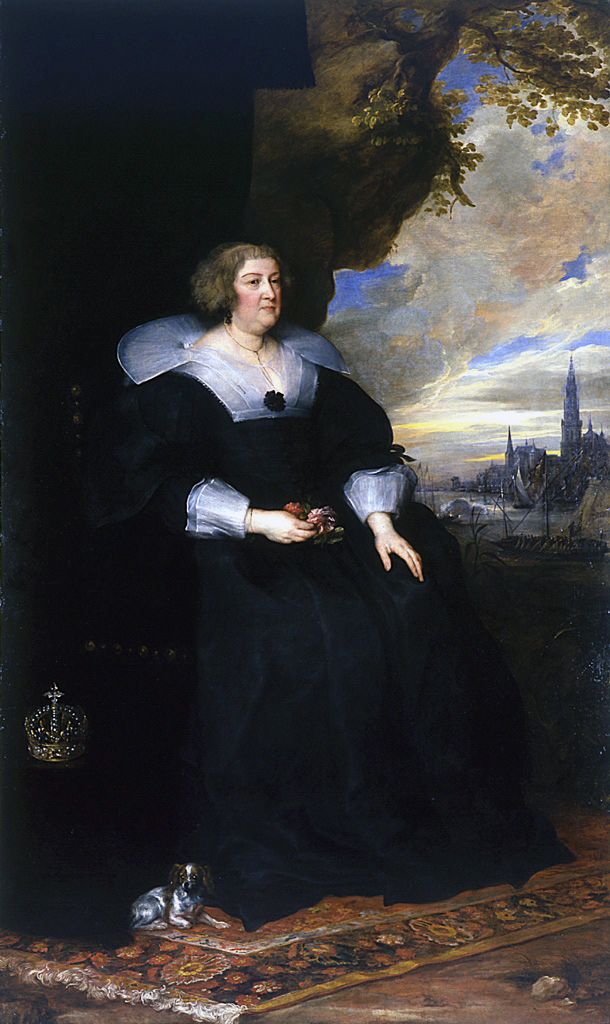
Marie de Médicis en exil, portrait de van Dyck.